# Міжвузловий атом
Міжвузловий атом — точковий дефект кристалічної ґратки, атом, який займає проміжне положення між вузлами ґратки.
Рівноважні положення, які займають міжвузлові атоми, залежать від матеріалу й типу ґратки. Зазвичай їх буває кілька на елементарну комірку. Сусідні атоми у вузлах кристалічної ґратки дещо зміщуються, викликаючи невелику деформацію.
Міжвузлові атоми зазвичай утворюються в парі з вакансіями (Френкелівська пара). Причиною утворення такої пари можуть бути теплові флуктуації в кристалі, але особливо велика кількість міжвузлових атомів утворюється при опроміненні кристалу високоенергетичними частками,
нейтронами, електронами чи йонами.
Атоми домішки теж можуть займати міжвузлові положення в кристалічній ґратці.
Міжвузлові атоми можуть також утворювати пари й комплекси.